# دون بريدن
دون بريدن (بالإنجليزية: Don Braden)‏ هو عازف ساكسفون أمريكي، ولد في 20 نوفمبر 1963 في سينسيناتي في الولايات المتحدة.

## وصلات خارجية
- الموقع الرسمي
- دون بريدن على موقع IMDb (الإنجليزية)
- دون بريدن على موقع ميوزك برينز (الإنجليزية)
- دون بريدن على موقع أول ميوزيك (الإنجليزية)
- دون بريدن على موقع ديسكوغز (الإنجليزية)